# Vectorbeam
Vectorbeam fue un fabricante de juegos de arcade activo a fines de la década de 1970, especializado en juegos basados en gráficos vectoriales. Se formó después de separarse de su competidor principal, Cinematronics, y desapareció después de volver a fusionarse con ellos poco después.
Fundado por Larry Rosenthal (diseñador de juegos) y basado en su patente para una visualización vectorial arcade personalizada, Vectorbeam estaba en competencia directa con otros fabricantes de juegos de arcade. La compañía dejó de operar poco después de las ventas deficientes de su juego arcade Barrier, y vendió sus activos a Cinematronics.

## Videojuegos producidos
- Space Wars (1977)
- Barrier (1979)
- Speed Freak (1979)
- Tail Gunner (1979)
- Warrior (1979)[5]